# 5820 Babelsberg
5820 Babelsberg este un asteroid din centura principală de asteroizi.

## Descriere
5820 Babelsberg este un asteroid din centura principală de asteroizi. A fost descoperit pe 23 octombrie 1989 la Tautenburg de Freimut Börngen. El prezintă o orbită caracterizată de o semiaxă mare de 2,46 ua, o excentricitate de 0,11 și o înclinație de 2,5° în raport cu ecliptica.